# Carl Olov Sommar
Carl Olov Sommar, född den 28 december 1918, död 18 december 2002, var en svensk ämbetsman, direktör och skriftställare.
Han var son till bankokommissarie Knut Sommar och Aina, född Hubendick. Han var gift med Marianne Sommar, född Eriksson, med vilken han fick de två döttrarna Ingrid Sommar och Kerstin Sommar.
Sommar blev jur.kand. 1945 och amanuens vid finansdepartementet 1947, tf kanslisekreterare vid handelsdepartementet 1949 och byråchef där 1951. Han blev drätselkamrer 1955 och var finanssekreterare i Stockholms stad 1956–1958. Han var administrativ direktör vid Stockholms skoldirektion 1958–1960 och direktörsassistent vid Skandinaviska Banken 1960–1961. Han utsågs till vice VD i Dagens Nyheter AB 1961 och stannade där till sin pensionering 1983.
Han var sekreterare och ledamot av flera statliga utredningar, styrelseledamot i Sveriges television AB 1978–1983, i Dagspressens informations AB, i Tidningsstatistik AB och i Tidningarnas telegrambyrå (TT). Han blev ordförande i Bokvännerna 1980.
Efter sin pensionering flyttade Sommar till Österbymo i Östergötland och kunde i större utsträckning än tidigare ägna sig åt forskning och skrivande. Hans viktigaste insats är förmodligen en biografi över Gunnar Ekelöf (1989). Han gav dessutom ut Ekelöfs brev, liksom en samlingsvolym med Ekelöfs prosatexter, Drömmen om Indien. Sommar forskade också om August Strindberg, och publicerade 1995 essäsamlingen Strindberg, Ekelöf och andra. Dessutom påbörjade han Litterär vägvisare genom svenska landskap, ett verk om de svenska landskapen och deras författare av vilket tre band hann ges ut. De täcker Sverige från Skåne upp till Södermanland.